# FAM122A
FAM122A (англ. Family with sequence similarity 122A) – білок, який кодується однойменним геном, розташованим у людей на короткому плечі 9-ї хромосоми. Довжина поліпептидного ланцюга білка становить 287 амінокислот, а молекулярна маса — 30 529.
| 10         |  | 20         |  | 30         |  | 40         |  | 50         |
| ---------- |  | ---------- |  | ---------- |  | ---------- |  | ---------- |
| MAQEKMELDL |  | ELPPGTGGSP |  | AEGGGSGGGG |  | GLRRSNSAPL |  | IHGLSDTSPV |
| FQAEAPSARR |  | NSTTFPSRHG |  | LLLPASPVRM |  | HSSRLHQIKQ |  | EEGMDLINRE |
| TVHEREVQTA |  | MQISHSWEES |  | FSLSDNDVEK |  | SASPKRIDFI |  | PVSPAPSPTR |
| GIGKQCFSPS |  | LQSFVSSNGL |  | PPSPIPSPTT |  | RFTTRRSQSP |  | INCIRPSVLG |
| PLKRKCEMET |  | EYQPKRFFQG |  | ITNMLSSDVA |  | QLSDPGVCVS |  | SDTLDGNSSS |
| AGSSCNSPAK |  | VSTTTDSPVS |  | PAQAASPFIP |  | LDELSSK    |  |            |

A: Аланін

C: Цистеїн

D: Аспарагінова кислота

E: Глутамінова кислота

F: Фенілаланін

G: Гліцин

H: Гістидин

I: Ізолейцин

K: Лізин

L: Лейцин

M: Метіонін

N: Аспарагін

P: Пролін

Q: Глутамін

R: Аргінін

S: Серин

T: Треонін

V: Валін

W: Триптофан

Кодований геном білок за функцією належить до фосфопротеїнів. 